# Залентін фон Ізенбург
Залентін фон Ізенбург (нім. Salentin von Isenburg; 1532 — 19 березня 1610) — церковний і державний діяч Священної Римської імперії, 55-й архієпископ Кельна-курфюрст і 27-й герцог Вестфалії в 1567—1577 роках.

## Життєпис

### Молоді роки
Походив з рейнландського шляхетського роду Ізенбург з Вествальду. Другий син графа Генріха фон Ізенбург-Гренцау та Маргарити фон Вертгайм. Народився 1532 року в замку Ізенбург біля Дірдорфу. 1538 року помирає мати. Замолоду визначено для нього церковну кар'єру. 1547 року став вивчати канонічне право і теологію в Кельнському університеті. 1548 року стає каноніком собору в Майнці.
1553 року помер батько. Після чого його брат Йоганн відмовився від духовного сану, ставши новим графом Ізенбург-Гренцау. 1558 року стає каноніком Кельнського собору.
1565 року обирається деканом базиліки Св. Гереона в Кельні. Також стає схоластиком Страсбурзького собору. Крім того, отримав пребенди в Трірі, Майнці та Кельні. У 1565 році помирає його бездітний брат Йоганн I, внаслідок чого графство Ізенбург-Гренцау опинилося під загрозою ліквідації.

### Архієпископ
1567 року після відставки Фрідріха IV фон Віда обирається новим архієпископом Кельнським. Втім його не було висвячено на єпископа, оскільки Залентін фон Ізенбург заявив про можливість повернення до світського життя для керування родинним графством. Втім за наполяганням папи римського Пія V фон Ізенбурга було висвячено до священника.
Загалом він отримав підтримку Папського престолу, оскільки розглядався як вірний католик на відміну від попередника. Втім питання відставки Залентіна зберігалося. Тому папа римський Григорій XIII затвердив його на посаді лише 1573 року. 1574 року Залентін фон Ізенбург обирається також князем-єпископом Падерборна.
Продовжив внутрішню політику Фрідріха IV фон Віда стосовно зміцнення адміністрації архієпископства Кельнського та покращення фінансової системи. Йому вдалося значною мірою погасити борги архієпархії. Зумів викупити округ Фест-Рекклінґгаузен в графів Шаумбургів. Крім того, викупив з застави міста Андернах, Нойс, Уердінген та Брілон, що належали Кельнському курфюрсту. Також викупив з застави володіння, що належали Падерборнській єпархії. В останній реформовано адміністративно-судовий устрій, духовні особи отримали наказ відвідувати парафії та монастирі. В обох єпархіях покращено шкільну систему.
У 1577 році все ж вирішив подати у відставку й зосередитися на управлінні графством Ізенбург-Гренцау (як Залентін VI, за іншими розрахунками VII або VIII чи IX). Наступним архієпископом став Ґебгард I фон Вальдбург.

### Граф
Невдовзі після складання духовного санну оженився. Опікував графством, яке отримало статус імперського. Разом з тим активно брав участь в справах Кельнської архієпархії, підтримуючи католицьку партію. У 1583—1588 роках Залентін VI брав участь у Кельнській війні проти протестантів.
1610 року помер в замку Аренфельс. Поховано в премонстрантському монастирі Роммерсдорф (Трірська архієпархія).

## Родина
Дружина — Антонія Вільгельміна, донька Жана де Ліня, князя Аренберга
Діти:
- Залентін (д/н—1619)
- Ернст (д/н—1664)